# Trolleybus d'Edmonton
Le réseau de trolleybus d'Edmonton est l'un des systèmes de transport en commun desservant la ville de Edmonton, au Canada, avant sa fermeture mi-2009,.

## Réseau

### Aperçu général
Le Réseau, en 2008, est composé de 15 lignes desservant Edmonton et son agglomération: 2, 3, 4, 5, 7, 8, 9, 11, 12, 13, 14, 21, 22, 23, 24.

### Matériel roulant
Le parc en 2008 est composé de 101 rames:
- 100 Brown HR150G (n°100 à 199) construits entre 1981 et 1982
- 1 New Flyer E40LFR (n°6000) construit en 2007